# Zevenbergen
Pour les articles homonymes, voir Zevenbergen (homonymie).
Cet article possède un paronyme, voir Zevenbergschen Hoek.
Zevenbergen (en brabançon : Zeuvebérge) est un village situé dans la commune néerlandaise de Moerdijk, dans la province du Brabant-Septentrional. Le 1er janvier 2009, le village comptait 14 750 habitants.

## Histoire
Les communes de Fijnaart en Heijningen, Klundert, Standdaarbuiten et Willemstad sont rattachées à Zevenbergen le 1er janvier 1997. La nouvelle commune ainsi formée prend son nouveau nom de Moerdijk en 1998.